# Gorenje Gradišče, Dolenjske Toplice
Gorenje Gradišče je naselje v Občini Dolenjske Toplice.
Gorenje gradišče ima 33 hiš in 77 prebivalcev. Na njih je včasih stal grad, ki je zapisan tudi v knjigi Slava vojvodine Kranjske. Gradišče je vas, ki leži le 500 m od Dolenjskih Toplic.